# みんなの音楽
『みんなの音楽』（みんなのおんがく）は、1962年4月14日から1974年3月15日までNHK教育テレビジョンで放送されていた小学校中学年向けの学校放送（教科：音楽）である。

## 放送時間
いずれも日本標準時、別の時間帯での再放送あり。
| 期間                          | 放送時間                                                 |
| ----------------------------- | -------------------------------------------------------- |
| 1962年4月14日 - 1964年3月21日 | 土曜日 10:00 - 10:20 1964年4月以降も再放送枠として使用。 |
| 1964年4月10日 - 1974年3月15日 | 金曜日 13:20 - 13:40                                     |

## 出演者
- 大和淳二（1962年度 - 1966年度）
- 藤井凡大（1967年度 - 1970年度）[1]
- おねえさん - 松村幸子（1971年度 - 1972年度）[2]
- 塩見大治郎（1973年度）

## スタッフ
- アニメーション - 中原収一
- 絵 - みつばち工房